# Maraussan
Maraussan är en kommun i departementet Hérault i regionen Occitanien i södra Frankrike. Kommunen ligger i kantonen Béziers 3e Canton som tillhör arrondissementet Béziers. År 2022 hade Maraussan 4 693 invånare.

## Befolkningsutveckling
Antalet invånare i kommunen Maraussan
Referens:INSEE